# Lycosa praestans
Lycosa praestans är en spindelart som beskrevs av Roewer 1960. Lycosa praestans ingår i släktet Lycosa och familjen vargspindlar.
Artens utbredningsområde är Botswana. Inga underarter finns listade i Catalogue of Life.